# Le Lys de Whitechapel
Pour plus de détails, voir Fiche technique et Distribution.

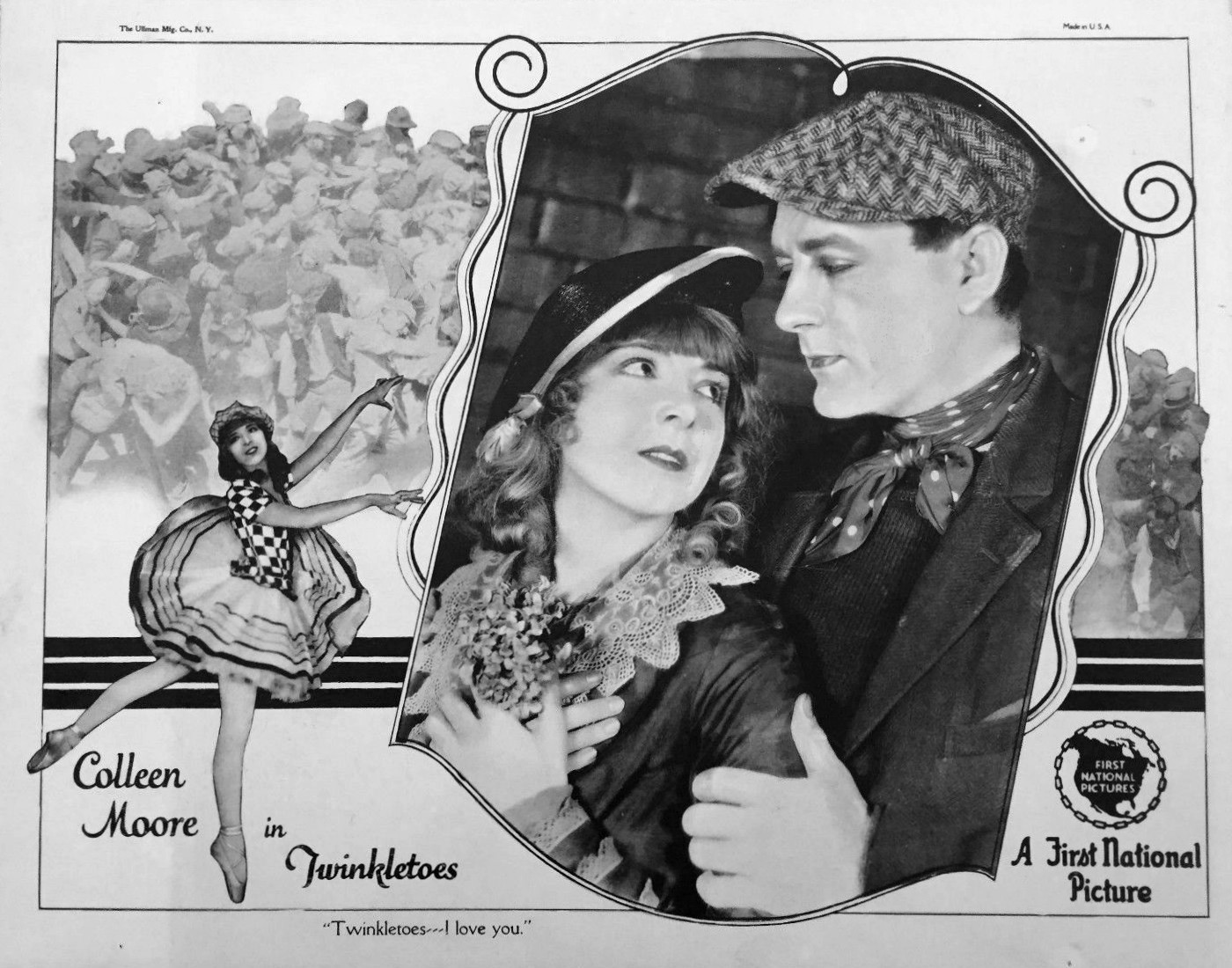
Colleen Moore (Twinkletoes) avec Kenneth Harlan.

Le Lys de Whitechapel (titre original : Twinkletoes) est un film américain réalisé par Charles Brabin, sorti en 1926.

## Synopsis
Une jeune fille des rues est amoureuse d'un homme marié mais la femme de ce dernier va la faire enfermer.

## Fiche technique
- Titre : Le Lys de Whitechapel
- Titre original : Twinkletoes
- Réalisation : Charles Brabin
- Scénario : Winifred Dunn
- Photographie :  James Van Trees
- Producteur : John McCormick
- Société de production : John McCormick Productions
- Société de distribution : First National Pictures
- Pays de production :  États-Unis
- Langue : Anglais américain
- Durée : 2 385 m  (8 bobines[1])
- Format : Noir et blanc — 35 mm — 1,33:1 — Muet
- Genre :  Film dramatique, Film policier
- Durée : 80 minutes
- Dates de sortie :
  - États-Unis : 28 novembre 1926
  - Danemark : 28 février 1927
  - Royaume-Uni : 29 avril 1927 (Londres) / 2 janvier 1928 (sortie nationale)

## Distribution
- Colleen Moore : Twinkletoes
- Kenneth Harlan : Chuck Lightfoot
- Tully Marshall : Dad Minasi
- Gladys Brockwell : Cissie Lightfoot
- Lucien Littlefield : Hank
- Warner Oland : Roseleaf
- John Kolb : Bill Carsides
- Julanne Johnston : Lilac
- William McDonald : Inspecteur Territon
- Dorothy Vernon
- Ned Sparks
- Dick Sutherland
- Carl Stockdale
- Aggie Herring
- Harold Lockwood, Jr.
- J. Gunnis Davis
- Willie Fung : Chinaman
- Martha Mattox : Wardrobe Woman